# Půvab
Půvab je obecné subjektivní označení pro vlastnost, která je někým vnímána jako něco mimořádně či výjimečně pěkného, oku lahodícího, lidské mysli mimořádně příjemného. Půvab čehokoliv většinou vyvolává v lidské mysli kladné emoce a to emoce velice příjemné. Půvab, ostatně tak jako jiné lidské emoce, je čistě subjektivní záležitost. To, co se jeví půvabné jednomu člověku, se nemusí jevit půvabné jinému člověku.

## Osobní půvab
Osobní půvab nějakého člověka bývá obvykle spojován nejen s vnímáním estetiky a krásy lidského těla, ale i může být vnímán i jako projevem jeho ducha. Půvabný člověk mívá své osobní kouzlo či charizma, které dokáže vyvolávat libé pocity v myslích většího množství lidí současně.